# Riu de Sellente
El Riu de Sellente és un dels afluents de capçalera la Noguera de Cardós, riu que s'anomena Noguera de Lladorre en la seva part alta. Neix a la zona lacustre del Clot de Bords, a 2.350 metres d'altitud, i discorre de sud a nord per l'estreta vall que separa el massís que culmina en el Pic de les Canals de Sellente per l'oest i el massís que culmina en el Pic de Rovinets i el Pic de Becero per l'est. Com a riu d'alta muntanya, el seu pendent és pronunciat excepte en el curs mig, a uns 2.000 metres d'altitud, on es troba el Planell de Sant Pau i on es formen unes aigüestortes. Les seves aigües s'uneixen amb les del riu de Broate, més capdalós, a la cota dels 1.612 metres. A partir d'aquest punt el riu format pels dos corrents s'anomena riu de Broate.
El riu de Sallente es troba a la capçalera de la vall de Cardós, en el municipi de Lladorre, a la comarca del Pallars Sobirà, dins l'àrea protegida del Parc Natural de l'Alt Pirineu.
L'origen del nom Sallente és pre-romà, sembla que d'origen celta.